# Tali Golergant
Tali Golergant (în ebraică טלי גולרגנט; n. 26 noiembrie 2000, Ierusalim, Palestina), cunoscută sub numele Tali, este o cântăreață, compozitoare, actriță și profesoară de canto din Luxemburg, născută în Israel. A reprezentat Luxemburgul la Concursul Muzical Eurovision 2024 cu piesa „Fighter”.

## Viața personală
Golergant s-a născut în Israel dintr-un tată evreu peruan și dintr-o mamă israeliană. Datorită profesiei tatălui său, ea s-a mutat împreună cu familia prin Chile, Argentina și alte țări, până când în cele din urmă s-a stabilit la Limpertsberg⁠(d), Luxemburg, unde a locuit zece ani. Ea a început să cânte la pian la vârsta de 7 ani și a început să cânte cu voce, să scrie și să joace în teatru la vârsta de 12 ani. A studiat la Școala Internațională din Luxemburg, înainte de a se muta la New York pentru a studia teatrul muzical la Marymount Manhattan College. În prezent ea locuiește la New York.
Golergant vorbește fluent engleza, ebraică și spaniolă și este capabilă să comunice în franceză și germană.

## Carieră
Golergant și-a lansat single-ul de debut la vârsta de 16 ani, urmat în 2021 de EP-ul de debut Lose You. Împreună cu propria ei trupă, a evoluat în New York, inclusiv la Rockwood Music Hall, Mercury Lounge, Arlene's Grocery și Delancey Street. În plus, Golergant a urmat o carieră de actriță de teatru, jucând rolurile lui Tzeitel în Scripcarul pe acoperiș, Sue Snell în Carrie, Éponine în Mizerabilii ș.a.; a jucat și în scurtmetrajul independent Agua.
În decembrie 2023, Golergant a devenit unul dintre cei opt finaliști ai Concursului Muzical Luxemburg, selecția națională pentru Concursul Muzical Eurovision 2024. Ulterior, la 9 ianuarie 2024, a fost dezvăluit titlul piesei – „Fighter”. În cele din urmă a câștigat selecția, revendicând dreptul de a reprezenta țara la concurs. Ea este primul reprezentant al Luxemburgului după Eurovisionul din 1993.

### Muzică
Golergant își descrie muzica ca un amestec de pop, indie și R&B. Printre influențele sale le amintește pe Lizzy McAlpine⁠(d), Sara Bareilles⁠(d) și Lady Gaga.